# 东岱镇
东岱镇是福建省福州市连江县下辖的一个镇，位于连江县东南部，面积24平方公里。下辖1个居委会和8个行政村。镇政府驻地为东岱村。

## 行政区划
现辖：
东南街社区、东北街社区、西南街社区、西北街社区、北门社区、凤园社区、百凤社区、金安社区、玉山村、绿茵村、北岳村和凤尾村。